# Персийско-османска война (1603 – 1618)
Османско-персийската война е война между сефевидска Персия под командването на шах Абас I Велики и султан Ахмед I. Тя започва през 1603 и завършва с победа за персийците през 1618.

## Развитие
Години преди войната шах Абас прави голяма реформа в армията заедно с англичанина Робърт Шърли и любимия си гулам и министър Алахверди хан. Войната започва през 1603, а първата победа за персийците е през 1604. Те имали за цел да си върнат всички територии, които Османската империя е взела от тях, включително и Багдад. Печелят и втора победа в Басра през 1605 и границата на империята им вече преминава река Ефрат. По-късно турците дават на Персия Ширван и Кюрдистан. Военните действия спират за кратко време през 1614. След възобновяването им, през 1618, силите на Абас I печелят блестяща победа при Султаниех. Малко след това войната свършва.